# Lodi (provincie)
Lodi, ook wel genoemd Lodigiano, is een van de twaalf provincies in de Italiaanse regio Lombardije. De hoofdstad is de stad Lodi. De officiële afkorting is LO.
De provincie Lodi, gelegen op de Povlakte heeft een oppervlakte van 782 km² en telt 195.000 inwoners. Het is samen met Lecco de jongste provincie van Lombardije. Ze ontstond in 1992 toen de provincie werd afgesplitst van Milaan.
Lodi grenst aan Milaan, Cremona, Pavia en Piacenza.
Bergamo · Brescia · Como · Cremona · Lecco · Lodi · Mantua · Milaan · Monza e Brianza (vanaf 2009) · Pavia · Sondrio · Varese